# Brittiska mästerskapet i fotboll
Brittiska mästerskapet, (engelska: British Home Championship (BHC) och Home International Championship, iriska: An Comórtas Idirnáisiúnta, lågskotska: Hame Internaitional Kemp, skotsk gaeliska: Farpais lìg eadar-nàiseanta, kymriska: Pencampwriaeth y Pedair Gwlad) var en årlig fotbollsturnering för landslag i Storbritannien, som spelades under perioden 1883–1984 mellan England, Skottland, Wales och Nordirland (före 1922 Irland). 1979 infördes målskillnad för att skilja lag på samma poäng åt när slutsegrare skulle koras.
Turneringen fungerade även som kvalspel till VM 1950 och 1954, samt till EM 1968. Under 1980-talet hade turneringen spelat ut sin roll, bland annat då konkurrensen från intresset för VM och EM ökat, England ville möta starkare motstånd, och huliganism tilltog. Konflikten i Nordirland, som avbrutit 1981 års turnering, var också en orsak till avbrottet. 
Det har flera gånger varit på tal att starta turneringen igen. Då varken England, Skottland, Wales eller Nordirland kvalade in till EM 2008 har det talats om att spela en turnering i mitten av 2008, men från England var intresset svagt. I stället har det talats om att spela en "Celtic Cup" mellan Skottland, Wales, Nordirland och Irland från 2012.

## Slutsegrare
| - 1883–1884: Skottland - 1884–1885: Skottland - 1885–1886: England / Skottland - 1886–1887: Skottland - 1887–1888: England - 1888–1889: Skottland - 1889–1890: England / Skottland - 1890–1891: England - 1891–1892: England - 1892–1893: England - 1893–1894: Skottland - 1894–1895: England - 1895–1896: Skottland - 1896–1897: Skottland - 1897–1898: England - 1898–1899: England - 1899–1900: Skottland - 1900–1901: England - 1901–1902: Skottland - 1902–1903: England / Skottland / Irland - 1903–1904: England - 1904–1905: England - 1905–1906: England / Skottland - 1906–1907: Wales - 1907–1908: England / Skottland - 1908–1909: England - 1909–1910: Skottland - 1910–1911: England - 1911–1912: England / Skottland - 1912–1913: England - 1913–1914: Irland - 1914–1919: inställt på grund av första världskriget - 1919–1920: Wales - 1920–1921: Skottland - 1921–1922: Skottland - 1922–1923: Skottland - 1923–1924: Wales - 1924–1925: Skottland - 1925–1926: Skottland - 1926–1927: England / Skottland - 1927–1928: Wales - 1928–1929: Skottland - 1929–1930: England - 1930–1931: England / Skottland - 1931–1932: England - 1932–1933: Wales | - 1933–1934: Wales - 1935–1936: Skottland - 1936–1937: Wales - 1937–1938: England - 1938–1939: England / Skottland / Wales - 1939–1946: Inställt på grund av andra världskriget - 1946–1947: England - 1947–1948: England - 1948–1949: Skottland - 1949–1950: England - 1950–1951: Skottland - 1951–1952: England / Wales - 1952–1953: England / Skottland - 1953–1954: England - 1954–1955: England - 1955–1956: England / Skottland / Wales / Irland - 1956–1957: England - 1957–1958: England / Irland - 1958–1959: England / Irland - 1959–1960: England / Skottland / Wales - 1960–1961: England - 1961–1962: Skottland - 1962–1963: Skottland - 1963–1964: England / Skottland / Irland - 1964–1965: England - 1965–1966: England - 1966–1967: Skottland - 1967–1968: England - 1968–1969: England - 1969–1970: England / Skottland / Wales - 1970–1971: England - 1971–1972: England / Skottland - 1972–1973: England - 1973–1974: England / Skottland - 1974–1975: England - 1975–1976: Skottland - 1976–1977: Skottland - 1977–1978: England - 1978–1979: England - 1979–1980: Nordirland - 1980–1981: Avbruten på grund av konflikten i Nordirland - 1981–1982: England - 1982–1983: England - 1983–1984: Nordirland |

### Antal segrar
- 54  England (inklusive 20 delade titlar)
- 41  Skottland (inklusive 17 delade titlar)
- 12  Wales (inklusive 5 delade titlar)
- 8  Irland/ Nordirland (inklusive 5 delade titlar)